# Lage Posse (häradshövding)
Lage Posse, född på 1500-talet, död på 1600-talet, var en svensk häradshövding.

## Biografi
Lage Posse var son till slottsloven Axel Posse på Läckö slott och Anna Axelsdotter (Vinstorpaätten). Han blev 18 november 1559 häradshövding i Laske härad och förseglade 30 juni 1560 bland adeln kung Gustav Vasas testamente. Posse förseglade ständernas bevillning 15 april 1561 och deltog 1567 i beslutet om ständernas annullering av den över de anklagade herrarna i Uppsala, fällda domen 25 januari 1569. Han förordnandes 6 juli 1571 att lämna över Jämtland och Härjedalen till de danska sändebuden. Posse satt 1574 i rätten över Carl de Mornay och blev 18 maj 1594 häradshövding i Rasbo härad. Han avled före 1617 och vapnet sattes upp i Rasbo kyrka.

### Egendom
Posse ägde Skärtorp i Näs socken, fler gårdar i Tuns socken, Aspnäs gård i Östervåla socken, Harbonäs i Harbo socken, Förtuna i Rasbo socken, Maltorp och Ed i Våxtorps socken.

### Familj
Posse gifte sig första gången med Ingeborg Krumme (död på 1560-talet), dotter till väpnaren Nils Krumme och Margareta Siggesoddter (Sparre). De fick tillsammans barnen Anna Posse (död 1600) som var gift med stallmästaren Per Jönsson (Lilliesparre af Fylleskog) och Ingeborg Posse (död 1651) som var gift med ståthållaren Erik Stake.
Han gifte sig andra gången 19 september 1569 på Aspnäs gård med Anna Trolle, dotter till riddaren, riksrådet och amiralen Arvid Trolle och Hillevi Knutsdotter (Sparre). Anna Trolle var änka efter riddaren och ståthållaren Knut Haraldsson (Soop). Posse och Trolle fick tillsammans barnen Hillevi Posse (död 1632) som var gift med Claes Kyle, hovjunkaren Arvid Posse hos kung Johan III, Margareta Posse (levde ännu 1633) som var gift med riksrådet Erland Bååt, Märta Posse (levde 1643) som var gift med hovjunkaren Olof Bosson (Oxehufvud) och Axel Posse.
Posse gifte sig tredje gången med Anna Oxenstierna, dotter till riddaren, riksrådet och riksmarksen Gabriel Kristiernsson (Oxenstierna) och Beata Trolle. Anna Oxenstierna var änka efter riddaren, riksrådet och ståthållaren Hans Kyle på Stockholms slott.